# Hylobates pileatus
Hylobates pileatus (Гібон Мюллера) — вид приматів з роду Hylobates родини Гібонові.

## Поширення
Країни проживання: Камбоджа; Лаос; Таїланд. Цей вид зустрічається у вологих, сезонно вічнозелених і змішаних листяно-вічнозелених лісах і був зареєстрований на висоті до 1500 м в Камбоджі, і близько 1200 м в Таїланді. 

## Морфологія
Має типову для гібонових тонку статуру з довгими руками й без хвоста. Статі мають однаковий розмір, але значно відрізняються за забарвленням. Самці мають переважно чорне хутро з білими пальцями рук і ніг, а також паховою областю, у самиць хутро блідого сіро-бежевого кольору, тільки живіт, щоки і маківка чорні. Спільним для обох статей є біла, часто кошлата бахрома волосся навколо голови. Довжина голови й тіла становить від 450 до 640 мм, а вага коливається від 4 до 8 кг.

## Стиль життя
Споживає в основному фрукти, пагони, незріле листя, а також комах. Вид дещо потайливий. Середній розмір групи чотири особи. Вид деревний, денний, рухливий, територіальний, соціальний. H. pileatus витрачає близько 8,2 години в день на відпочинок (37%), інша частина дня складається з годування (26%), подорожі (25%), догляду (5%), вигукам (4%), іграм (3 %). Решта 15,8 години дня проводиться у сні. 

Після приблизно семи місяців вагітності самиця народжує зазвичай одне білувато-бежеве дитинча. Самці поступово темнішають, поки не досягають типового чорного забарвлення самців у час статевого дозрівання. Найбільш довгоживучий H. pileatus в неволі жив 31 рік.

## Загрози та охорона
Цей вид знаходиться під загрозою полювання, фрагментації і деградації середовища проживання. Вид занесений в Додаток I СІТЕС. Мешкає в ряді ПОТ.